# Friedrich Schiller (film din 1956)
Friedrich Schiller (titlul original: în germană Friedrich Schiller) este un film documentar  est-german, un portret despre viața poetului și dramaturgului german, considerat unul din clasicii poeziei germane, realizat în 1956 de regizorul Max Jaap.

## Rezumat
Scene impresionante au pus în scenă viața clasicului german, a copilului, a rebelului, a poetului cu succesele și grijile sale deprimante. Până la moartea sa timpurie: „pana îi cade din mână”, spune comentariul.
Aspectul cultural-istoric este deosebit de important. Tabloul oficial Schiller din acei ani arată fragmente din producții contemporane, precum și evaluarea poetului în comentariile consilierilor științifici.